# La escuela alta, Dublín
La escuela alta es una escuela secundaria independiente, mixta, de la Iglesia de Irlanda, para los estudiantes que tiene 12 a 18 años en Rathgar, Dublín, Irlanda.
Se estableció en 1870 en Harcourt Street antes de cambiarse a Rathgar en 1971. Se amalgació con la Escuela Diocesana para Niñas en 1974, convertirse en mixta. La escuela ofrece una multitud de deportes que incluyen bádminton, críquet, carrera campo a través, hockey sobre césped, rugby y tenis.  En 2009, se notó como la escuela con la mayor tasa de progresión a la educación terciaria. 

## Exalumnos notables
- Lenny Abrahamson, director de cine y guionista
- Ernest Alton, profesor universitario, Teachta Dála independiente y senador
- Nicola Daly, jugadora de hockey [3]
- Charles D'Arcy, obispo
- John Duggan, obispo
- Jonathan Garth, jugador de críquet
- CG Gray, editor y escritor
- Howard Kilroy, contador y hombre de negocios
- FSL Lyon, historiador y académico
- William Kirkpatrick Magee, escritor, editor y bibliotecario
- Brian McCracken, juez
- Roly Meates, ex entrenador del equipo nacional de rugby de Irlanda
- Alison Meeke, jugadora de hockey sobre césped
- Greg Molins, jugador de críquet
- Jason Molins, jugador de críquet
- J. Alec Motyer, erudito bíblico
- Annalise Murphy, marinera
- William Noblett, sacerdote y escritor
- David Norris, académico, senador independiente y activista de derechos civiles
- Denis O'Brien, hombre de negocios
- Shane O'Donoghue, jugador de hockey sobre césped
- Caoimhín Ó Raghallaigh, violinista
- Philip Orr BIL, jugador de rugby
- John Robbie BIL, jugador de rugby
- Trevor Sargent, político y sacerdote
- Alan Shatter, político
- Roland Shortt, jugador de críquet [4]
- John Thorpe, sacerdote
- William Thrift, profesor universitario y Teachta Dála independiente
- Jack Butler Yeats, artista y medallista olímpico
- William Butler Yeats, poetisa y dramaturgo